# Comuna Kușciînți, Haisîn
Kușciînți (în ucraineană Кущинці) este o comună în raionul Haisîn, regiunea Vinnița, Ucraina, formată din satele Hnativka, Kușciînți (reședința), Borsukî și Berejne.

## Demografie
Componența lingvistică a satului Kușciînți
     Ucraineană (98,41%)
     Alte limbi (1,11%)
Conform recensământului din 2001, majoritatea populației satului Kușciînți era vorbitoare de ucraineană (98,41%), existând în minoritate și vorbitori de alte limbi.